# Naoki Mori (fodboldspiller, født 1972)
 For alternative betydninger, se Naoki Mori. (Se også artikler, som begynder med Naoki Mori)
Naoki Mori (født 5. maj 1972) er en tidligere japansk fodboldspiller.
Han har spillet for flere forskellige klubber i sin karriere, herunder Nagoya Grampus Eight og Vissel Kobe.